# Västerro en Lillro
Västerro en Lillro (Zweeds: Västerro och Lillro) is een småort in de gemeente Sundsvall in het landschap Medelpad en de provincie Västernorrlands län in Zweden. Het småort heeft 86 inwoners (2005) en een oppervlakte van 21 hectare. Eigenlijk bestaat het småort uit twee plaatsen: Västerro en Lillro.